# Atomy rydbergowskie
Atomy rydbergowskie – atomy, w których przynajmniej jeden elektron został wzbudzony do bardzo wysokiego poziomu energetycznego. Nazwę swą wzięły od Johannesa Rydberga, szwedzkiego fizyka, który zajmował się badaniem emisji promieniowania przez atomy.
Atomy rydbergowskie wykazują nadzwyczajne właściwości:
- osiągają rozmiary rzędu {\displaystyle 10^{-5}} m
- przebywają w stanie wzbudzonym w makroskopowych czasach rzędu 1 sekundy
- są silnie polaryzowane, a nawet jonizowane przez słabe pola elektryczne lub magnetyczne
- ponieważ wzbudzony elektron znajduje się bardzo daleko od jądra i pozostałych elektronów atomu, pole elektryczne, w którym porusza się elektron, może być traktowane jakby było wytworzone przez punktowy ładunek równy ładunkowi jądra zmniejszonego o ładunek pozostałych elektronów (ekranowane). Z tego powodu, taki elektron zachowuje się jakby krążył wokół jądra atomu wodoru, ale o innym ładunku.

Zgodnie z modelem Bohra promień orbity elektronu jest proporcjonalny do kwadratu głównej liczby kwantowej. Tłumaczy to duże rozmiary tych atomów, jak i ich reakcję na zewnętrzne pole (kiedy elektron jest daleko od jądra, łatwiej o to by siła ich oddziaływania była mniejsza od siły oddziaływania z zewnętrznym polem). Łatwo o jonizację także w wyniku zderzeń, ponieważ energia wiązania elektronu z jądrem jest bardzo mała. Różnica energii elektronów znajdujących się na kolejnych poziomach jest coraz mniejsza. Atomy rydbergowskie przebywają w stanie wzbudzonym tak długo, m.in. dlatego, że prawdopodobieństwo przejścia między poziomami jest proporcjonalne do trzeciej potęgi różnicy energii między tymi poziomami.
W zewnętrznym polu elektrycznym na elektron działa dodatkowa stała siła. Pochodzi od niej moment siły (siła kulombowska jest prostopadła do wektora wodzącego, więc jej moment jest równy 0). Powoduje to oscylacje elektronu, objawiające się periodycznym zmienianiem momentu pędu. Okazuje się, że częstość takich oscylacji obliczona z modelu klasycznego jest zgodna z obliczeniami kwantowymi. Jest to jeden z przykładów wskazujących na ciągłość praw mechaniki klasycznej i kwantowej. Także coraz „gęstsze” poziomy energetyczne podawane są jako przykład tej ciągłości, gdyż stają się niemal ciągłe (tak jak w mechanice klasycznej).

## Wytwarzanie i wykrywanie

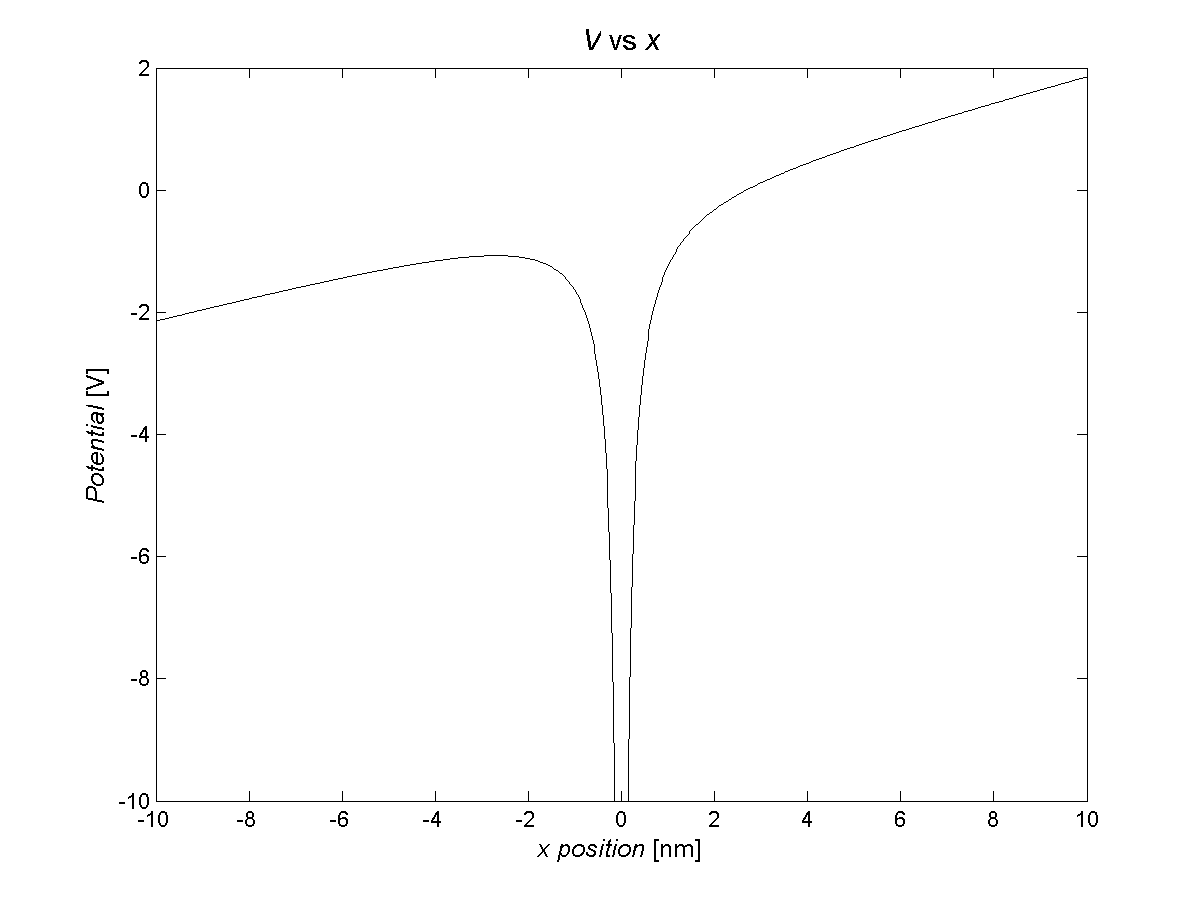
Efektywny potencjał elektryczny wokół jądra atomu rydbegowskiego w zewnętrznym jednorodnym polu elektrycznym.

Pierwotnie atomy rydbergowskie otrzymywano w zderzeniach. Jednak tak wzbudzone atomy mają różne energie i trudno jest otrzymać grupę atomów wzbudzonych do tego samego poziomu energetycznego. Przykładowe zderzenia mogące doprowadzić do powstania atomów rydbergowskich to:
{\displaystyle e^{-}+A\to A^{*}+e^{-}} – zderzenie atomu ze swobodnym elektronem,
{\displaystyle A^{+}+B\to A^{*}+B^{+}} – zderzenie atomu ze zjonizowanym atomem.
Kontrola nad stanem atomu jest bardzo ważna dla ich badań. Obecnie, aby to uzyskać, atomy rydbergowskie wytwarza się krzyżując wiązki atomów z jedną lub kilkoma wiązkami światła laserowego. Jeśli energia kwantów światła, jest równa różnicy energii pomiędzy stanem podstawowym a jednym ze stanów wzbudzonych, elektron przechodzi do tego stanu wzbudzonego. Dlatego używa się wąskopasmowych laserów przestrajanych (np. laserów barwnikowych). Zmieniając długość fali emitowanej przez lasery można wzbudzić elektron do wybranego poziomu energii.
Atomy rydbergowskie wykrywa się pośrednio jako jony, po ich zjonizowaniu w polu elektrycznym.

## Zastosowania
W przestrzeni kosmicznej wykryto promieniowanie atomów wzbudzonych nawet do poziomu {\displaystyle n=350.} Obserwuje się je tam ponieważ w kosmosie atomy przebywają w stanie wzbudzonym znacznie dłużej. Dzieje się tak, gdyż próżnia w kosmosie jest o rzędy wielkości lepsza od próżni otrzymywanych w laboratoriach (w kosmosie panuje mniejsze ciśnienie). Do zderzeń między atomami w przestrzeni kosmicznej dochodzi więc bardzo rzadko, dzięki czemu prawdopodobieństwo zjonizowania atomu jest małe.
W plazmie często powstają atomy rydbergowskie w wyniku przechwycenia elektronu przez jon. Jeśli elektron miał małą energię, tak powstały stan wzbudzony jest dość stabilny, natomiast w przypadku energetycznych elektronów często powstają atomy rydbergowskie, które natychmiast ulegają jonizacji. Dzięki swoim własnościom atomy takie wykorzystywane są do badania własności plazmy.
Atomy rydbergowskie wykazują silny diamagnetyzm, z powodu dużych promieni orbit i małych energii wiązania. Dlatego też, w obecności pól magnetycznych, efekty niemożliwe do zaobserwowania w normalnych atomach, stają się w tym przypadku znaczące.